# 飯沢耕太郎
飯沢耕太郎（いいざわ こうたろう、1954年3月26日 - ）は、日本の写真評論家である。

## 人物・来歴
宮城県仙台市出身。1977年、日本大学芸術学部写真学科卒業。1984年、筑波大学大学院芸術学研究科博士課程修了。
『「芸術写真」とその時代』（筑摩書房。1986年）、『写真に帰れ　光画の時代』（平凡社。1988年）、『都市の視線　日本の写真 1920〜30年代』（創元社。1989年）の3部作で、頭角を現わし、日本の20世紀前半の写真研究者の第一人者に躍り出た。その後、雑誌「deja-vu」の編集長となる。
公募展である写真新世紀とひとつぼ展には設立当初から審査員として参加し、90年代の『ガーリーフォト』ブームを作った。「荒木経惟研究者」としても知られている。1996年には『写真美術館へようこそ』でサントリー学芸賞を受賞。またキノコの愛好家でもあり、『世界のキノコ切手』『きのこ文学大全』、『考えるキノコ』（共著）などの著書がある。
1981年、東京綜合写真専門学校非常勤講師。写真作家研究を担当。2004年、2008年、東京大学教養学部非常勤講師。日本写真史の講義を担当。成安造形大学講師もつとめた。

## 著書
- 『ヌード写真の見方』新潮社「とんぼの本」 1987
- 『「芸術写真」とその時代』筑摩書房　1986
- 『写真に帰れ 『光画』の時代』平凡社　1988
- 『写真の力』白水社　1989
- 『都市の視線 日本の写真1920-30年代』創元社　1989/平凡社ライブラリー　2005
- 『写真の森のピクニック』朝日新聞社　1991
- 『写真とフェティシズム』トレヴィル　1992
- 『日本写真史を歩く』新潮社　1992/ちくま学芸文庫　1999
- 『写真の現在 クロニクル1983-1992』未来社　1993
- 『戦後写真史ノート 写真は何を表現してきたか』中公新書　1993/岩波現代文庫 2008
- 『荒木!』白水社　1994、「荒木! 「天才」アラーキーの軌跡」小学館文庫 1999
- 『東京写真』INAX叢書 1995
- 『写真とグロテスク』トレヴィル　1996
- 『写真美術館へようこそ』講談社現代新書　1996
- 『フォトグラファーズ』作品社　1996
- 『写真集の愉しみ』朝日新聞社　1998
- 『同時代写真 クロニクル1993-1997』未來社　1999
- 『割レタ鏡タチノ国デ 日本の世紀末写真』毎日新聞社　1999
- 『私写真論』筑摩書房　2000
- 『アフリカのおくりもの』絵・ことば　福音館書店　2001
- 『歩くキノコ』水声社　2001
- 『少女古写真館』ちくま学芸文庫　2001
- 『写真とことば 写真家二十五人、かく語りき』集英社新書 2003
- 『写真評論家』窓社　2003
- 『写真について話そう』京都造形芸術大学編　角川学芸出版 2004
- 『デジグラフィ デジタルは写真を殺すのか?』中央公論新社　2004
- 『眼から眼へ 写真展を歩く2001-2003』みすず書房　2004
- 『ジャパニーズ・フォトグラファーズ 14人の写真家たちの「いま」』白水社　2005
- 『写真を愉しむ』岩波新書　2007
- 『世界のキノコ切手』石川博己監修　プチグラパブリッシング　2007
- 『きのこ文学大全』平凡社新書　2008
- 『写真的思考』河出ブックス 2009
- 『戦後民主主義と少女漫画』PHP新書 2009
- 『「女の子写真」の時代』NTT出版　2010
- 『これが写真だ! クロニクル2009』アトリエサード 2010
- 『石都奇譚集 ストーンタウン・ストーリーズ』サウダージ・ブックス 2010
- 『マジカル・ミステリアス・マッシュルーム・ツアー』東京キララ社 2010
- 『きのこのチカラ きのこ的生き方のすすめ』マガジンハウス　2011
- 『これが写真だ! クロニクル2010 2』アトリエサード 2011
- 『深読み!日本写真の超名作100』パイインターナショナル　2012
- 『フングス・マギクス = Fungus magicus 精選きのこ文学渉猟』東洋書林　2012
- 『ザンジバル・ゴースト・ストーリーズ』祥伝社　2013
- 『現代日本写真アーカイブ 震災以後の写真表現2011-2013』青弓社 2015
- 『キーワードで読む現代日本写真』フィルムアート社 2017

### 共編著
- 『子どもたちの日々』編　福音館書店　1995
- 『シャッター&ラヴ :Girls are dancin’on in Tokyo』編著　インファス　1996
- 『アジアその日その日』編　福音館書店　1997
- 『『写真時代』の時代!』編著　白水社　2002
- 『危ない写真集246』コレクション・著　ステュディオ・パラボリカ　2005
- 『荒木本!: 1970-2005』編著　美術出版社　2006
- 『フォトグラファーになるには』山内宏泰共著　ぺりかん社・なるにはbooks　2007
- 『日本の写真家101』編　新書館　2008
- 『きのこ文学名作選』編　港の人　2010
- 『アフターマス 震災後の写真』菱田雄介共著　NTT出版　2011
- 『異界の論理 写真とカタストロフィー 禁断異系の美術館EX』相馬俊樹共著　アトリエサード　2011
- 『きのこ文学ワンダーランド』玉木えみ共著　DU BOOKS　2013
- 『世界のかわいいきのこデザイン』北川公子共著　DU BOOKS　2016
- 『きのこ漫画名作選』編・解説　Pヴァイン　2016
- 『日本の現代写真 1985-2015』クレヴィス　2021 日本写真家協会編
- 『写真集の本　明治～2000年代までの日本の写真集662』打林俊共著　カンゼン 2021
- 『木村伊兵衛 写真に生きる』田沼武能共著 クレヴィス 2021

### 監修
- 「日本の写真家」（全40巻＋別巻1）岩波書店 1997〜1999。長野重一・木下直之と編集委員
- 『写真の歴史／ナオミ ローゼンブラム』美術出版社 1998
- 『カラー版 世界写真史』美術出版社 2004
- 『少女系きのこ図鑑』玉木えみ、DU BOOKS 2013
- 『増殖・少女系きのこ図鑑』玉木えみ、DU BOOKS 2015
- レーナ・フリッチュ『日本写真史1945-2017　ヨーロッパからみた「日本の写真」の多様性』

日本語版監修、青幻舎インターナショナル　2018